# Palcabius
Palcabius is een geslacht van hooiwagens uit de superfamilie Gonyleptoidea.
De wetenschappelijke naam Palcabius is voor het eerst geldig gepubliceerd door Roewer in 1956. 

## Soorten
Palcabius is monotypisch en omvat slechts de volgende soort:
- Palcabius palpalis